# Comuna de Złota
Złota (polaco: Gmina Złota) é uma gminy (comuna) na Polónia, na voivodia de Santa Cruz e no condado de Pińczowski. A sede do condado é a cidade de Złota.
De acordo com os censos de 2004, a comuna tem 4939 habitantes, com uma densidade 60,5 hab/km².

## Área
Estende-se por uma área de 81,7 km², incluindo:
- área agricola: 79%
- área florestal: 13%

## Demografia
Dados de 30 de Junho 2004:
|                      | Total   | Total | Mulheres | Mulheres | Homens  | Homens |
| -------------------- | ------- | ----- | -------- | -------- | ------- | ------ |
|                      | pessoas | %     | pessoas  | %        | pessoas | %      |
| População            | 4939    | 100   | 2520     | 51       | 2419    | 49     |
| Densidade (pop./km²) | 60,5    | 100   | 30,8     | 30,8     | 29,6    | 29,6   |

De acordo com dados de 2005, o rendimento médio per capita ascendia a 1814,60 zł.

## Comunas vizinhas
- Czarnocin, Pińczów, Wiślica